# راندي سويني
راندي سويني (بالإنجليزية: Randy Sweeney)‏ هو عالم أمريكي، ولد في 7 يناير 1956.